# Мата Харі
Маргарета Геертрейда Зелле або Геертруда Целле (нід. Margaretha Geertruida Zelle), більш відома як Мата Гарі чи Харі (малай. Mata Hari; 7 серпня 1876, Леуварден — 15 жовтня 1917, Венсен) — нідерландська екзотична танцюристка, куртизанка та одна з найвідоміших шпигунок Першої світової війни.

## Молодість
Єдина дочка та друга з чотирьох дітей Адама Зелле (нід. Adam Zelle) (2 жовтня 1840 — 13 березня 1910) і Антьє ван дер Мелен (нід. Antje van der Meulen) (21 квітня 1842 — 9 травня 1891).
Батько був власником капелюшного магазину в Леувардені. Крім того, він зробив успішні інвестиції в нафтовидобувну промисловість і став досить багатим, щоб не економити на дітях. Тому до 13 років Маргарета відвідувала тільки найкращі школи. Проте 1889 року батько збанкрутував і незабаром розлучився. Мати Маргарети померла 1891 року. Сім'я була зруйнована. Батько відправив Маргарету до її хрещеного в місто Снек. Потім вона навчалася в Лейдені на виховательку дитячого садка, але коли директор училища почав відкрито фліртувати з нею, її хрещений батько забрав Маргарету з цього навчального закладу. Після кількох місяців вона втекла до свого дядька до Гааги.

## Індонезія
11 липня 1895 — 18-річна Маргарета в Амстердамі одружилася за оголошенням з 38-річним капітаном Рудольфом Мак-Леодом (1 березня 1856 — 9 січня 1928), нідерландцем шотландського походження. Вони переїхали на Яву (Нідерландська Ост-Індія, нині Індонезія), де вона народила сина Нормана-Джона (30 січня 1897 — 27 червня 1899) і дочку Жанну-Луїзу (Нон) (2 травня 1898 — 10 серпня 1919). 
Шлюб був розчаруванням для обох. Чоловік-алкоголік зганяв усі свої розлади та незадоволеність життям на вдвічі молодшій дружині, звинувачував її в непросуванні по службі й відкрито утримував коханку. Маргарета покинула його тимчасово, переїхавши до ван Редеса (Van Rheedes) — іншого нідерландського офіцера. Протягом багатьох місяців вона інтенсивно вивчала індонезійські традиції, зокрема через свою роботу в місцевій танцювальній групі. В 1897 вона вперше згадала свій артистичний псевдонім — Мата Харі, в одному з листів до родичів у Нідерландах. Після наполегливих умовлянь чоловіка Маргарета повернулася до нього, хоча його агресивна поведінка не змінилася. Як і раніше, вона намагалася забутися, вивчаючи місцеву культуру.
Їхній син Норман помер в 1899, ймовірно, від ускладнень сифілісу, яким заразився від батьків, хоча родина стверджувала, що його отруїла прислуга. Після переїзду до Нідерландів в 1903 пара розлучилася. Чоловік відібрав у Маргарети право на виховання дочки (яка померла у 21 рік, швидше за все, також від ускладнень сифілісу).

## Танцюристка
Опинившись на грані злиднів, Маргарета Зелле вирушила заробляти на життя в Парижі. Спочатку вона виступала як циркова вершниця під ім'ям «леді Греша Мак-Леод». З 1905 почалась її гучна слава як виконавиці «східного стилю», яка виступала під псевдонімом Мата Харі. Це ім'я означає індонезійською і малайською мовами «сонце» (дослівно «око дня»). Деякі її танці мали елементи стриптизу, тоді ще незвичного для заходу: в кінці номера (виконуваного перед вузьким колом поціновувачів на сцені, посипаній пелюстками троянд) танцюристка залишалася майже оголеною, за легендою, так було «завгодно Шиві». Мата Харі претендувала на відтворення справжніх священних танців Сходу, нібито знайомих їй з дитинства, а також містифікувала співрозмовників іншими романтичними історіями. Наприклад, стверджувала, що вона екзотична принцеса (або дочка короля Едуарда VII та індійської княжни), що в неї є кінь, якого може осідлати лише його господиня, що вона виховувалася на Сході в монастирі. На початку XX століття, у період загостреного інтересу до Сходу, до балету (див. кар'єру Айседори Дункан) і еротики, Мата Харі мала великий успіх у Парижі, а потім і в інших європейських столицях.
Мата Харі була також успішною куртизанкою і мала стосунки з рядом високопоставлених військових, політиків та інших впливових осіб у багатьох країнах, включаючи Францію та Німеччину. Попри щедрі подарунки, які вона отримувала від коханців, Мата Харі переживала тривалі періоди нестачі грошей і часто брала в борг. Її пристрастю була гра в карти, на яку, можливо, і йшли її гроші.

## Подвійна агентка

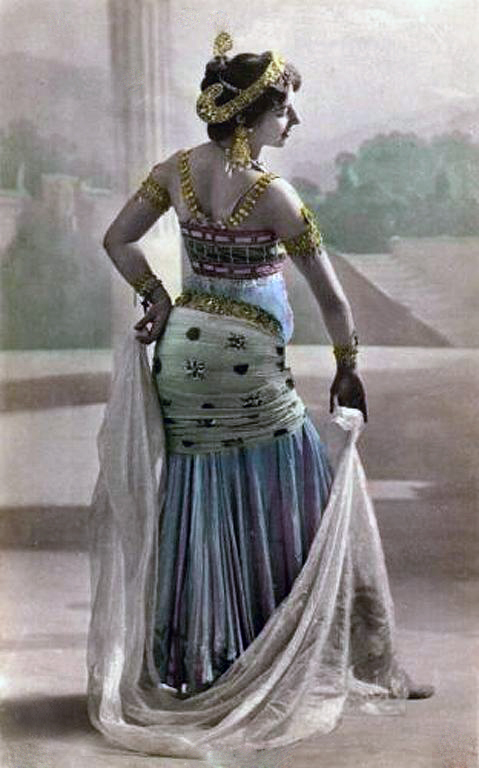
Мата Харі під час виконання танцю

Під час Першої світової війни Нідерланди залишалися нейтральними і, як голландська піддана, Маргарета Зелле могла їздити з Франції на батьківщину і назад. Країни були розділені лінією фронту, і дорога Мати Харі пролягала через Іспанію (де була активна німецька резидентура) і Велику Британію; її переміщення привернули увагу союзної контррозвідки.
Можливо, Мата Харі стала німецькою шпигункою ще задовго до війни; точні причини і обставини її вербування досі невідомі. В 1916 у французької контррозвідки з'явилися перші вказівки на її причетність до роботи на Німеччину; дізнавшись про це, Мата Харі сама з'явилася до французької спецслужби і запропонувала їй свої послуги, між іншим, назвавши ім'я одного зі своїх коханців, добре відомого її співрозмовникам як німецький агент-вербувальник. Французи відправили її на початку наступного року з незначною місією в Мадрид, і підозри в шпигунстві остаточно підтвердилися: був перехоплений радіообмін німецького агента в Мадриді із центром, де той вказав, що перевербований французами агент H-21 прибув до Іспанії й отримав від німецької резидентури вказівку повернутися до Парижа. Можливо, що радіоперехоплення було спеціально розсекречене німецькою стороною, щоб позбутися подвійної агентки, видавши її противникові.
13 лютого 1917 Мата Харі, негайно після повернення до Парижа, була заарештована французькою розвідкою і звинувачена в шпигунстві на користь противника у воєнний час. Суд над нею вівся за зачиненими дверима. Їй інкримінувалася передача противнику відомостей, що призвели до загибелі кількох дивізій солдатів. Матеріали суду досі засекречені, проте деякі дані проникли до друку. 
Нідерландська піддана Маргарета Зелле була визнана винною і розстріляна на військовому полігоні у Венсенні 15 жовтня 1917.

## Чутки та зникнення
Новина про те, що відома танцюристка була страчена як шпигунка, негайно викликала чимало чуток. 
За однією з чуток, у спробі відвернути катів вона скинула із себе оголеної пальто і сказала: «Повія — так, але зрадниця — ніколи». В 1934 році стаття в журналі «Нью-Йоркер» повідомила, однак, що під час страти на ній був «витончений костюм, зроблений на замовлення спеціально для цього випадку, і пара нових білих рукавичок». Хоча інше джерело вказує, що на ній був той же костюм, блузка з великим вирізом і капелюх, які були вибрані для неї обвинувачами на час судового процесу і які складали її єдиний чистий і повний туалет у в'язниці. 
Ще одне джерело описує, що Мата Харі спокійно, без тіні хвилювання, стояла біля розстрільного стовпа. Повернувшись до черниці, поцілувала її і, знявши з плечей пальто, простягла їй: «Швидко обійми мене, я дивитимусь на тебе. Прощавай!». Вона відмовилася від зв'язування зап'ясть, воліла стояти біля стовпа не прив'язаною. Від чорної пов'язки на очі теж відмовилася.
Вона послала повітряний поцілунок 12-м солдатам, своїм катам, хоча більш імовірно він призначався її адвокатові й коханцю, який був свідком на страті. Її передсмертні слова були: «Merci, monsieur» («Я готова, панове»).
Забрати тіло Мати Харі не було запиту ні від кого з її рідних, тому його було передано в анатомічний театр. Її голова була забальзамована і збережена в Музеї анатомії в Парижі. Але 2000 року архіваріуси виявили, що голова зникла. На думку фахівців, зникнення могло відбутися ще в 1954 році, коли музей переїхав. Звіти, датовані 1918 роком, показують, що музей отримав також інші рештки Мати Харі, але звітів про їх точне місце перебування немає.

## Роль в історії
Більшість істориків уважає, що вина (тобто ефективність як розвідниці) Мата Харі була сильно перебільшена; чи відомості, реально здобуті нею (якщо такі взагалі були), представляли серйозну цінність для тієї чи іншої сторони. Історик Черняк наголошував на зв'язках Мати Харі з представниками французької військової та політичної еліти, небезпека розголосу щодо яких могла вплинути на винесення їй смертного вироку.
Підполковник британської та голландської контррозвідок Орест Пінто вважає, що «Мата Харі, безумовно, завоювала гучну славу. В очах публіки вона стала уособленням чарівної жінки-шпигунки. Але Мата Харі була дурним експансивним створінням. Якби її не стратили, вона не вважалася б мученицею і ніхто б навіть не чув про неї».
Роль великосвітської шпигунки, що була зіграна нею з досконалою безстрашністю та призвела до її трагічної загибелі, вписалася в «кінематографічну» біографію екзотичної танцюристки та «фатальної жінки», що забезпечило Мата Харі куди більшу популярність, ніж іншим, ефективнішим розвідникам (і розвідницям) XX століття. 
Уже в 1931 році про неї був знятий фільм «Мата Харі» з Гретою Гарбо в головній ролі, а потім римейки в 1964 і в 1985.
2009 року була створена гра Мата Харі: шпигунка-спокусниця. У 2009 році режисером Євгеном Гінзбургом був поставлений мюзикл «Мата Харі».
У фільмі «Королева шантеклер» 1962 року також присутня Мата Харі. Є епізод із танцем і арештом.

## Галерея

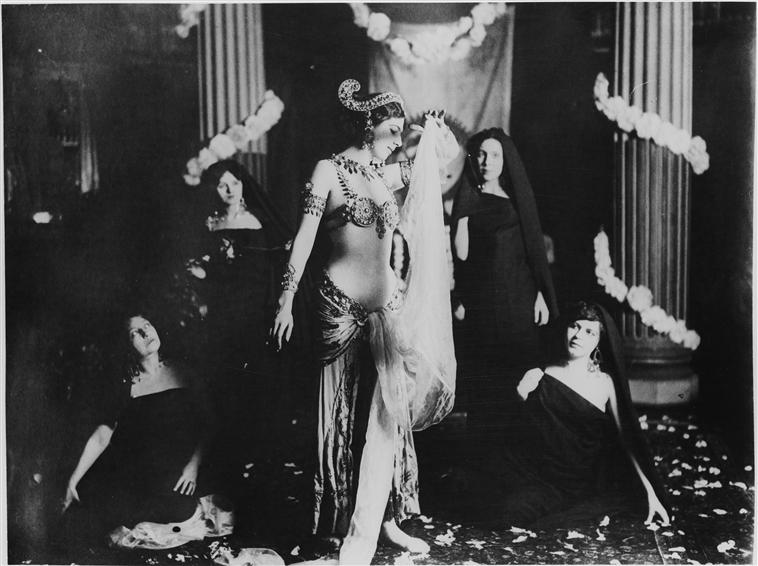
1905
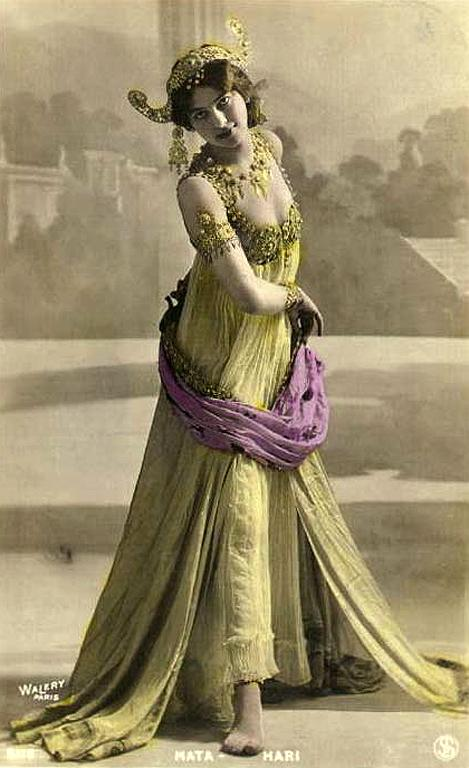
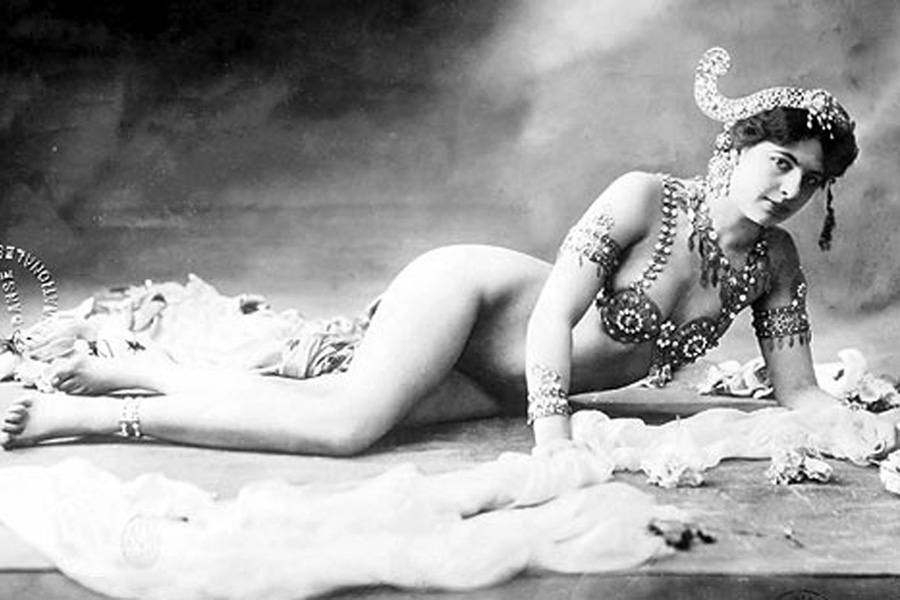
1906
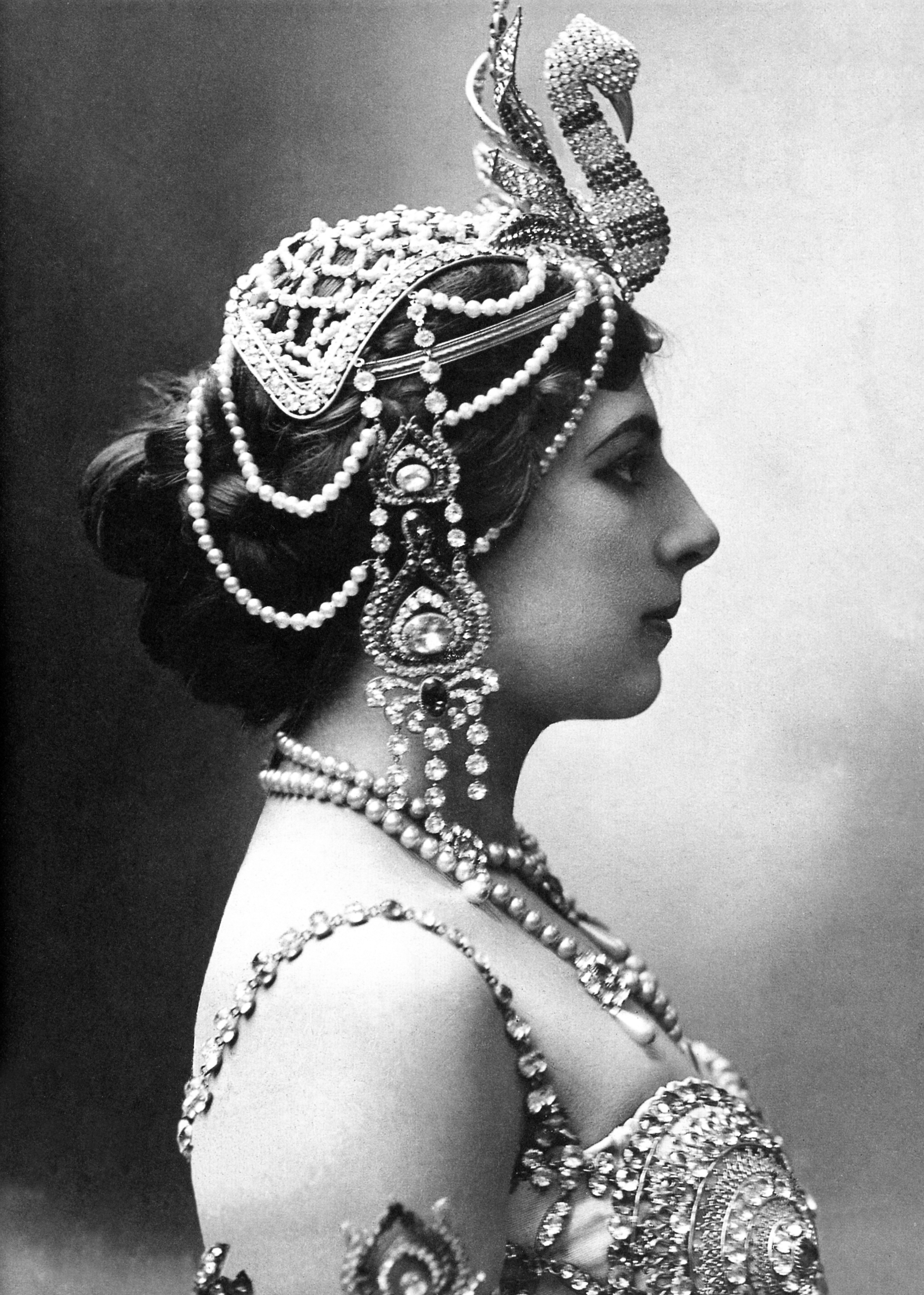
1910
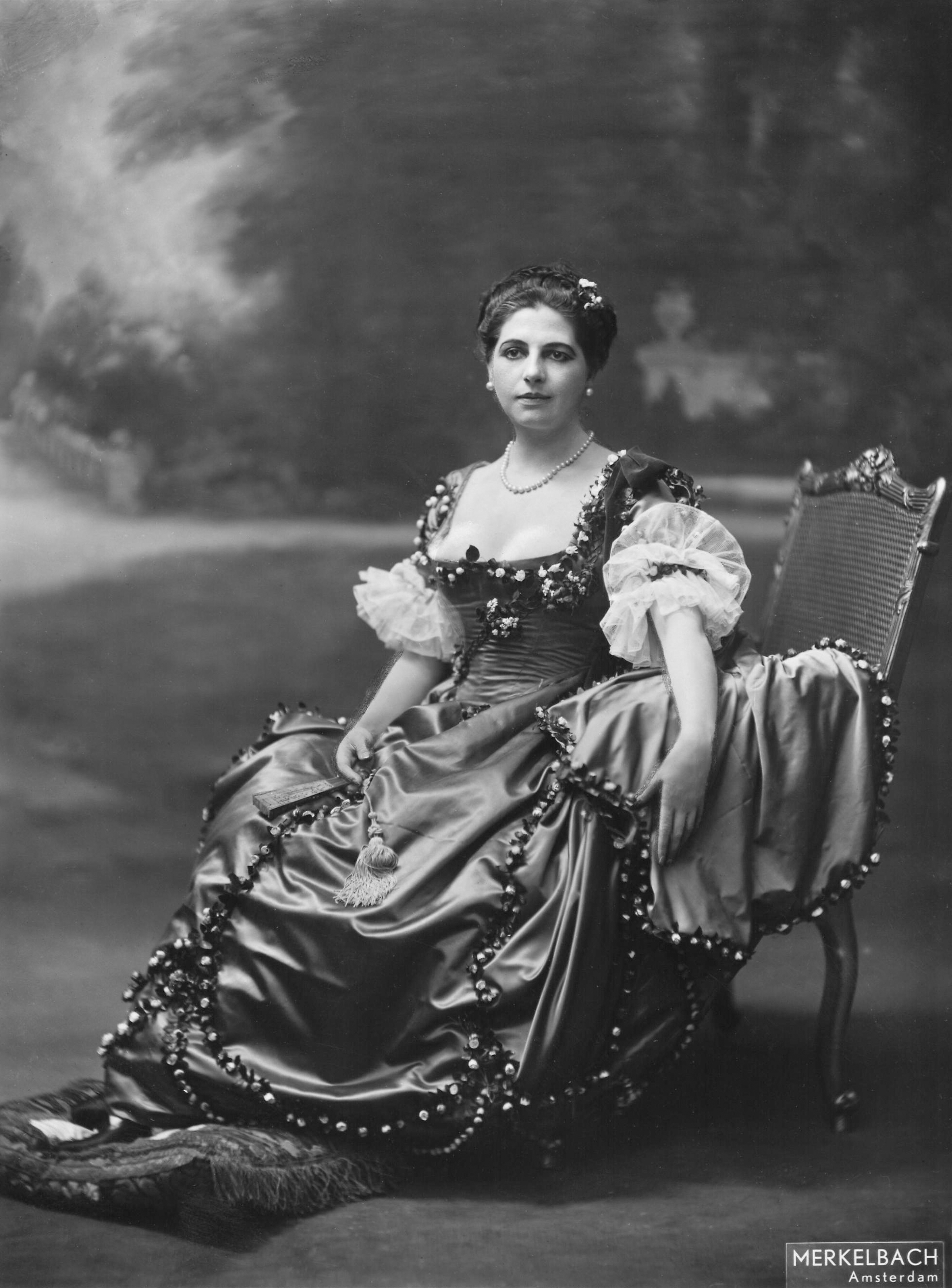
Амстердам, 1915
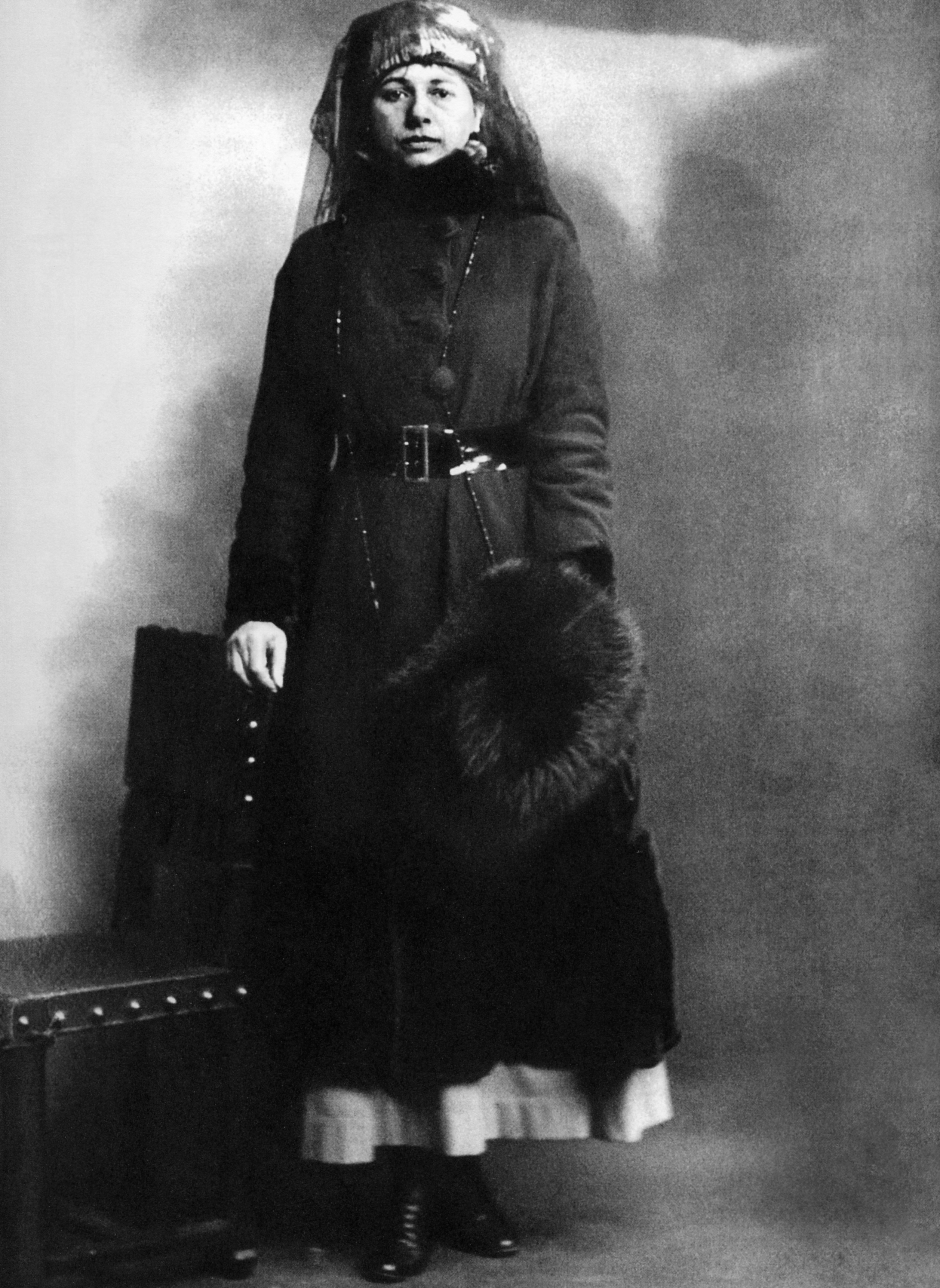
Арешт, 13 лютого 1917
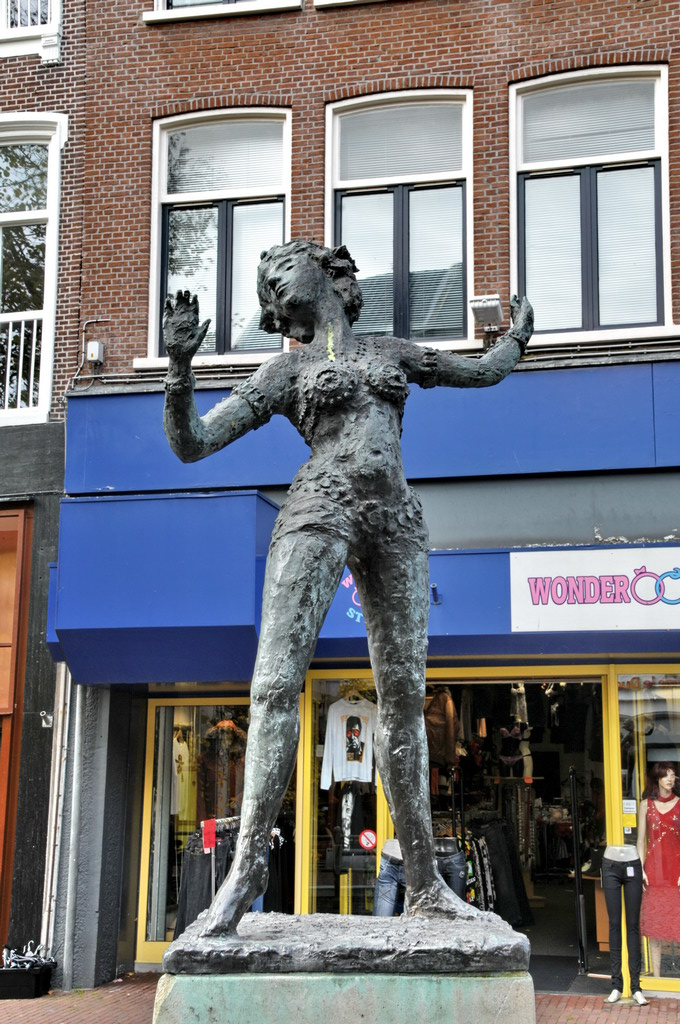
Статуя в рідному місті